# Coalla (departamento)
Coalla es un departamento de la provincia de Gnagna, en la región Este, Burkina Faso. A 1 de julio de 2018 tenía una población estimada de 60 261 habitantes.
Se encuentra ubicado en el norte de la provincia. Su chef-lieu es Coalla.

## Localidades
Comprende 38 localidades:
- Baka
- Bamasgou
- Bambrigoani
- Bampouringa
- Bani
- Banidjoari
- Bombontiangou
- Boudabga
- Boukargou
- Boula
- Coalla (chef-lieu)
- Darsalam
- Diagourou
- Diankongou
- Didiemba
- Dielkou
- Doyana
- Fantiangou
- Ganta
- Gnimpiéma
- Goulmodjo
- Goundou
- Kierga
- Kontiandi
- Lamoana
- Mossadéni
- Neiba
- Poka
- Samboandi
- Santiari
- Soula
- Takou
- Tankori
- Thiongori
- Thiouré
- Tihandéni
- Tindangou
- Yassougou